# NA-6026
La  NA-6026  es una carretera local perteneciente a la Red de Carreteras de Navarra que se inicia en PK 2,86 de la PA-31 y termina en el Aeropuerto de Pamplona. Tiene una longitud de 0,5 kilómetros.